# Robin Alta Charo
Robin Alta Charo (Brooklyn (Nueva York), 1958) es una bioeticista estadounidense. Profesora emérita Warren P. Knowles de derecho y bioética en la Universidad de Wisconsin-Madison y una de las principales defensoras de la investigación con células madre embrionarias.

## Formación académica
Obtuvo una licenciatura en biología de la Universidad de Harvard en 1979 y un doctorado en derecho de la Universidad de Columbia en 1982.

## Trayectoria profesional
Durante el curso 1985/86 fue profesora de Derecho Estadounidense en la Universidad de París 1 Panthéon-Sorbonne, en Francia.
Entre 1986 y 1988 fue analista legal del Programa de Aplicaciones Biológicas en la Oficina de Evaluación Tecnológica del Congreso de los Estados Unidos.
Desde 1989 es profesora de derecho en la Facultad de Derecho de la Universidad de Wisconsin-Madison, donde además, desde 2002, es Decana Asociada de Investigación y Desarrollo Docente.
Cómo asesora gubernamental, ha formado parte de varias comisiones en las que ha redactado informes sobre temas que incluyen derechos de voto, derecho ambiental, planificación familiar y ley de aborto, ley de genética médica, las leyes de clonación, política de tecnología reproductiva y política científica y ética.
Su área de trabajo e investigación está relacionada con CRISPR (siglas en inglés de Clustered Regularly Interspaced Short Palindromic Repeats.)
Entre 1996 y 2001, durante la presidencia de Bill Clinton, fue miembro de la Comisión Asesora Presidencial Nacional de Bioética, apoyando la investigación con células madre y el mantenimiento de bancos de embriones, motivo por el que fue increpada por grupos religiosos y evangélicos. Entre los informes redactados en ese periodo, algunos de los más controvertidos y que provocaron mayores protestas son:
- 1997, "Clonación de seres humanos"
- 1998, "Investigaciones en personas con trastornos mentales que pueden afectar la capacidad de toma de decisiones"
- 1999, "Investigación que involucra materiales biológicos humanos: cuestiones éticas y orientación de políticas"
- 1999, "Cuestiones éticas en la investigación con células madre humanas"
- 2001, "Cuestiones éticas y políticas en la investigación internacional: ensayos clínicos en países en desarrollo"
- 2001, "Cuestiones éticas y políticas en la investigación que involucra a participantes humanos"

En 2005 declaró que 

«cualquier investigación que combine materiales humanos y animales ya está cubierta por las leyes y agencias existentes.
[...]
La Ley de Bienestar Animal garantizaría que cualquier tipo de especie de quimera sea protegida y tratada con humanidad, o que nunca se cree y la Administración de Medicamentos y Alimentos tiene autoridad en lo que respecta a los trasplantes.
[...]
Cualquier preocupación adicional se deriva de cuestiones más amplias y filosóficas, que han existido desde que existe la ciencia.
[...]
Es un argumento que se remonta a milenios, desde Galileo y la iglesia hasta el alboroto por las autopsias y la fertilización in vitro. La ciencia siempre ha alterado las normas sociales.»

Entre 2009 y 2011 fue asesora principal de políticas sobre temas de tecnología emergente en la Administración de Alimentos y Medicamentos.
También formó parte del equipo de transición del presidente Barak Obama, donde fue miembro del equipo de revisión del Departamento de Salud y Servicios Humanos (HHS), centrándose de forma especial en temas de transición relacionados con los Institutos Nacionales de Salud, la Administración de Alimentos y Medicamentos, la bioética, la política de células madre y la salud reproductiva de las mujeres.
Durante la pandemia de Covid-19 fue miembro del comité de la Academia Nacional de Medicina que asesoró a los políticos sobre la distribución equitativa de vacunas en EE. UU.

## Membresía
Entre otros muchos cargos, es
- Miembro electo de la Academia Estadounidense de Artes y Ciencias[11]
- Miembro de la junta del Instituto Alan Guttmacher[5]
- Consultora del Instituto de Medicina de la Academia Nacional de Ciencias[5]
- Miembro del consejo editorial de Journal of Law, Medicine and Ethics
- Desde 2006, Miembro electo de la Academia Nacional de Medicina[4][9] donde, además, es copresidenta del Comité Asesor de Células Madre Embrionarias Humanas[3]
- 2022, Miembro de la Academia Alemana de las Ciencias Naturales Leopoldina[12]

## Publicaciones
Alta Charo es autora de numerosos artículos entre los que cabe destacar:
- Alta Charo, Robin (8 de octubre de 2021). «Ley de aborto: los escuadrones de la injusticia en Texas». Viento Sur.
- Morrissey, Stephen (13 de octubre de 2021). «NEJM Interview: Prof. R. Alta Charo on a law that allows members of the public to file suit to stop abortions in Texas» (audio) (en inglés). New England Journal of Medicine.
- Alta Charo, Robin (16 de enero de 2014). «Los médicos y el cuerpo político (de la mujer)». Viento Sur.
- Alta Charo, Robin (2 de octubre de 2014). «Body of Research - Ownership and Use of Human Tissue» (en inglés). SSRN.
- Alta Charo, Robin (2014). «Stem Cells: Save the Hope and Lose the Hype» (en inglés). Wisconsin Academy.
- Alta Charo, Robin. «The Legal and Regulatory Context for Human Gene Editing» (en inglés) XXXII (3). Issues in Science and Technology.